# السكك الحديدية الفيدرالية السويسرية
السكك الحديدية الفيدرالية السويسرية (بالألمانية: Schweizerische Bundesbahnen)‏، أس بي بي; (بالفرنسية: Chemins de fer fédéraux suisses)‏، صندوق التمويل المشترك، (بالإيطالية: Ferrovie federali svizzere)‏، أف أف أس) هي شركة السكك الحديدية الوطنية بدولة سويسرا. اختصار اللغة الإنجليزية الرسمي هو"SBB". أما اسمها الرومانشي فهو Viafiers Federalas svizras (VFF) ويستخدم في الوثائق والقوانين الاتحادية وسائل الإعلام باللغة الرومانشية، ولكن لا تستخدمه الشركة نفسها.
تأسست الشركة عام 1902 ويقع مقرها الرئيسي في برن عاصمة سويسرا. لقد كانت مؤسسة حكومية ، ولكن منذ عام 1999 أصبحت شركة مساهمة خاصة يملك الاتحاد السويسري والكانتونات السويسرية أسهمها. وهي حاليًا أكبر شركة للسكك الحديدية والنقل في سويسرا، وتعمل على معظم خطوط القياس القياسية للشبكة السويسرية . كما أنها تتعاون بشكل كبير مع معظم شركات النقل الأخرى في البلاد، مثل بي ال اس ايه جي ، أحد منافسيها الرئيسيين، لتوفير جداول زمنية متكاملة تمامًا مع جداول دورية .
تم تصنيف أس بي بي في المرتبة الأولى بين أنظمة السكك الحديدية الأوروبية الوطنية في مؤشر أداء السكك الحديدية الأوروبية لعام 2017 من حيث كثافة الاستخدام وجودة الخدمة وتقييم السلامة.  في حين أكد العديد من مشغلي السكك الحديدية في أوروبا القارية على بناء السكك الحديدية عالية السرعة ، فقد استثمرت شركة أس بي بي في موثوقية وجودة الخدمة لشبكة السكك الحديدية التقليدية الخاصة بها، على المستويين الوطني والإقليمي. بالإضافة إلى السكك الحديدية للركاب، تدير أس بي بي خدمة الشحن والسكك الحديدية للبضائع، من خلال شركتها الفرعية اس بي بي للشحن ، ولديها ممتلكات عقارية كبيرة في سويسرا.